# 앨릭스 페레이라
앨릭스 페레이라(영어: Alex Ferreira, 1994년 8월 14일~)는 미국의 프리스타일 스키 선수로 주 종목은 하프파이프이다. 2018년 동계 올림픽에서 남자 하프파이프 종목에서 은메달, 2022년 동계 올림픽 하프파이프 종목에서 동메달을 획득했다.